# Thích Đài Loan
Thích người Đài Loan 哈台族 (ハータイズゥ Hataizu) là sự bắt đầu cảm thấy thích thú đối với Đài Loan hay văn hóa Đài Loan đến mức vui sướng hoặc cực kỳ phấn khích của người Nhật Bản.

## Sách tham khảo
- 《我就這樣哈上臺灣》
- 《奇怪ㄋㄟ—一個日本女生眼中的台灣》
- 《風和日暖—台灣外省人與國家認同的轉變》
- 《臺灣饅頭美國兵》、《大和貓的台灣留學日記》
- 《馬力歐帶你瘋台灣》
- 《台灣黃昏地帶─兩個日本鐵道迷的台灣旅遊筆記》